# Furcaspis
Furcaspis (лат.) — род полужесткокрылых насекомых-кокцид, единственный в составе подсемейства Furcaspidinae из семейства щитовки (Diaspididae)

## Распространение
Род встречается во всех регионах, кроме Палеарктики и Неарктики (за исключением инвазивного вида F. biformis, который, по-видимому, был завезен в США и Японию).

## Описание
Мелкие щитовки. Род Furcaspis первоначально вместе с несколькими другими родами относили к подтрибе Furcaspidina, которые отличаются от других родов Aspidiotinae многосеточным усиковым бугорком, наличием периспиракулярных пор на передних дыхальцах и железистых бугорков на брюшке и груди. Грин (1926) не указал признаки, отличающие Neofurcaspis от Furcaspis. Lindinger (1937) считал, что первый является синонимом Furcaspis, а Ferris (1938) подчеркнул необходимость изучения всей серии Furcaspis, чтобы сделать вывод о статусе Neofurcaspis. Williams, Miller & Rungs (2006) критически пересмотрели род, включили в него 28 видов и представили филогенетический анализ этих видов. Normark, et al., 2019 определили, что Furcaspis является монофилетическим родом. Род был впервые выделен в 1908 году и выделен в монотипическое подсемейство.
Преобладающие растения-хозяева включают Arecaceae (9 видов — океанические, неотропические, восточные и афротропические), Bromeliaceae (6 видов — все неотропические), Cyperaceae (3 вида — австралазийские), Orchidaceae (2 вида — неотропические), Myrtaceae (2 вида — неотропические), Aloaceae (2 вида — афротропические и австралазийские), Pandanaceae (2 вида — океанические и восточные).

## Классификация
Известно более 30 видов. Род Furcaspis ранее включали в подтрибу Furcaspidina (sensu Balachowsky, 1958) в составе трибы Aspidiotini, но в 2019 году он был выделен в отдельное монотипическое подсемейство Furcaspidinae.
- Furcaspis aequatorialis
- Furcaspis andamanensis
- Furcaspis biformis
- Furcaspis bromeliae
- Furcaspis capensis
- Furcaspis charmoyi
- Furcaspis cladii
- Furcaspis costulariae
- Furcaspis cyphokentiae
- Furcaspis dominicae
- Furcaspis douglorum
- Furcaspis exophthalma
- Furcaspis glandulosa
- Furcaspis haematochroa
- Furcaspis intercepta
- Furcaspis matileae
- Furcaspis mauritiana
- Furcaspis mexicana
- Furcaspis oaxacae
- Furcaspis oceanica
- Furcaspis palmaria
- Furcaspis paxilliloba
- Furcaspis peruviana
- Furcaspis plana
- Furcaspis proteae
- Furcaspis rufa
- Furcaspis scleroprymna
- Furcaspis sibuyanensis
- Furcaspis taquarae
- Furcaspis tasmanica
- другие виды